# Clément Pequin
Clément Pequin (La Rochelle) es un deportista francés que compite en vela en la clase 49er. Ganó una medalla de oro en el Campeonato Mundial de 49er de 2024.

## Palmarés internacional
| \| Campeonato Mundial \| Campeonato Mundial \| Campeonato Mundial \| Campeonato Mundial \| \| Año \| Lugar \| Medalla \| Clase \| \| ------------------ \| ------------------ \| ------------------ \| ------------------ \| \| 2024 \| Lanzarote (España) \| Medalla de oro \| 49er \| |                    |                |       |
| Campeonato Mundial |                    |                |       |
| Año | Lugar              | Medalla        | Clase |
| 2024 | Lanzarote (España) | Medalla de oro | 49er  |